# Wiadukt Millau
Wiadukt Millau (fr. Viaduc de Millau, wymowa: vja.dyk də mi.jo) – wiadukt w ciągu autostrady A75 nad doliną rzeki Tarn w południowej Francji, w pobliżu miasta Millau w Masywie Centralnym.

## Historia
Jest najwyższą tego typu konstrukcją w Europie, z najwyższym filarem o wysokości 341 m. Długość trasy prowadzącej przez wiadukt wynosi 2460 metrów. Projekt powstał w pracowni projektowej Foster and Partners brytyjskiego architekta lorda Normana Fostera. Wiadukt wybudowano w ciągu trzech lat od października 2001 roku kosztem 394 milionów euro (plus 20 mln na punkt poboru opłat przy północnym wjeździe/wyjeździe z wiaduktu). Jak podaje oficjalna strona internetowa, firma Eiffage, która budowała wiadukt, otrzymała koncesję na zarządzanie wiaduktem od rządu Francji przez okres 3 lat budowy i 75 lat po jej zakończeniu. 

## Przejazd wiaduktem
Wiadukt został otwarty 14 grudnia 2004, a dla ruchu udostępniony 16 grudnia 2004. Przejazd mostem jest płatny (według taryfy obowiązującej w 2019 roku należy uiścić opłatę w wysokości 10,80 € w okresie 15.06-15.09 oraz 8,60 € poza sezonem za samochód osobowy. Za przejazd motocyklem opłata jest niezależna od sezonu i wynosi 5,30 €, podobnie jest z samochodami ciężarowymi, których kierowcy muszą zapłacić 37,60 €. Na wiadukcie został zainstalowany specjalny system Telepass, który umożliwia automatyczny pobór opłat za przejazd.

## Statystyka ruchu
Według oficjalnych danych firmy zarządzającej tym wiaduktem w 2012 roku przejechało nim 4,7 miliona pojazdów, co stanowi spadek o 1,9% w porównaniu do roku poprzedniego. Rekordowy ruch od czasu otwarcia tej budowli przypadł na dzień 18 sierpnia 2012 roku, kiedy to w ciągu jednej doby wiaduktem przejechało 63 500 pojazdów. 474 000 osób w omawianym roku skorzystało ze specjalnego miejsca przeznaczonego dla turystów, gdzie znajdują się informacje na temat budowli i jej historii.

## Eiffage Millau Viaduct Race
W 2007 roku na wiadukcie odbył się bieg o nazwie Eiffage Millau Viaduct Race. Do trzeciej edycji zaplanowanej na 18 maja 2014 roku zapisało się już 14 500 biegaczy, a w 2016 już 15 000. Po raz piąty 11 000 biegaczy przebiegło 23 km trasę w 2018 roku.  

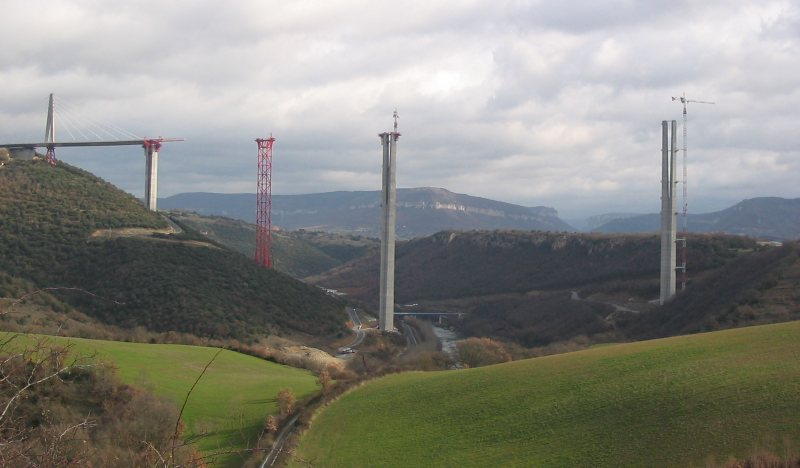
Wiadukt w budowie, 2004
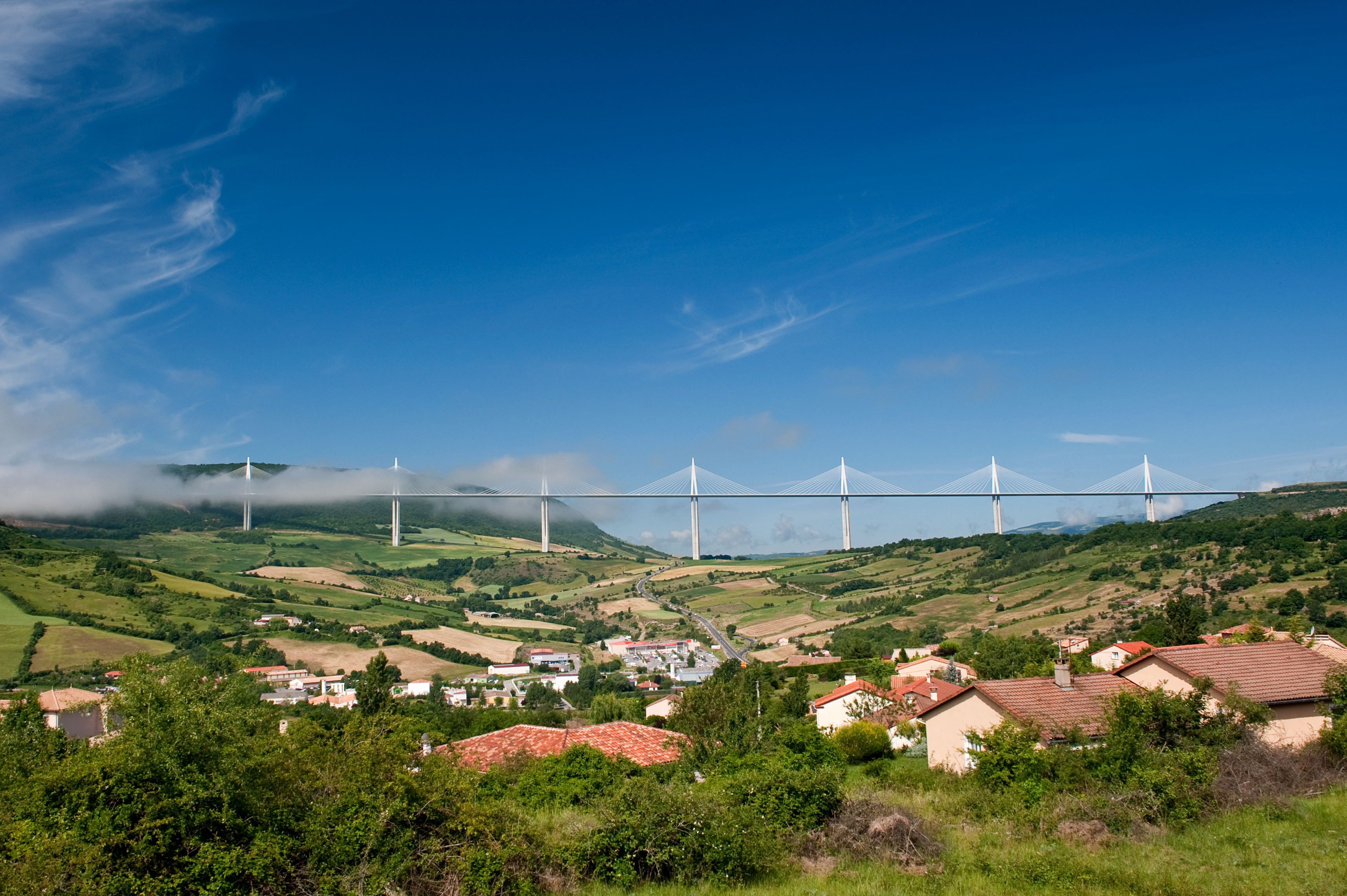
Widok ogólny
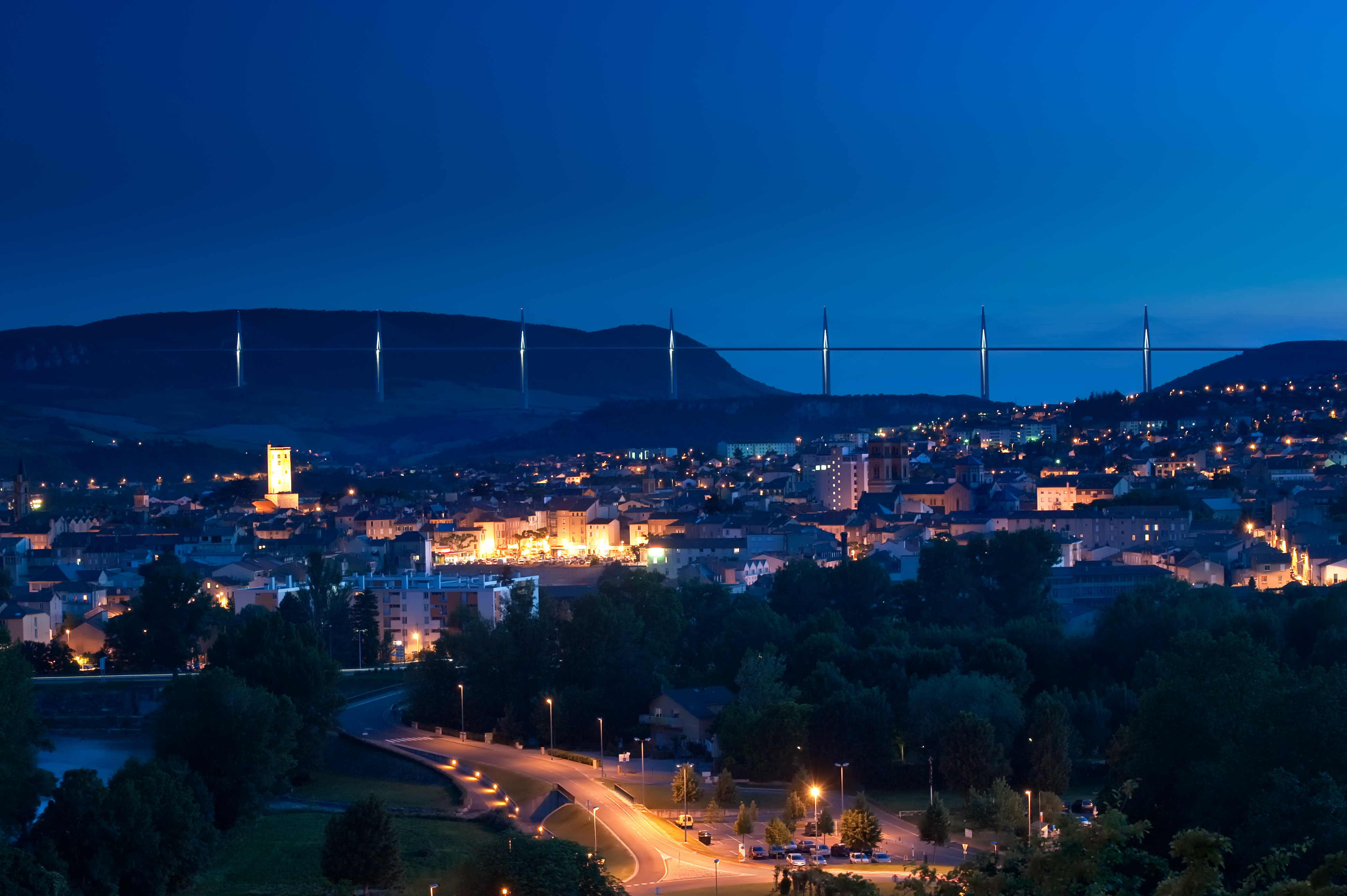
Wiadukt nocą, 2009
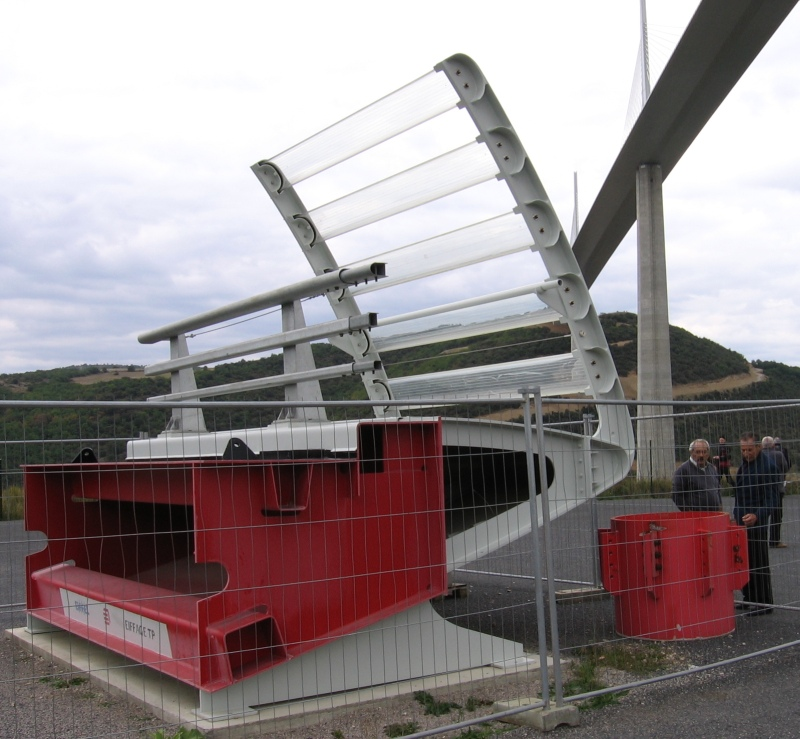
Pojedynczy segment konstrukcyjny wystawiony dla publiczności pod wiaduktem

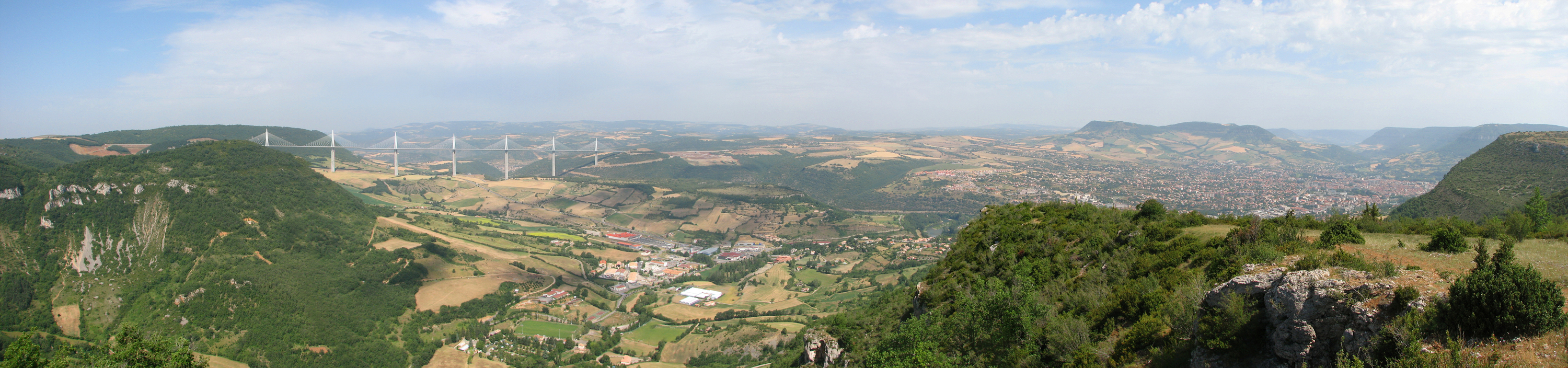
Wiadukt Millau. Z prawej strony miasteczko Millau.

Porównanie wiaduktu Millau z innymi dużymi mostami w tej samej skali. (Kliknij aby zobaczyć wersję interaktywną).